# Condado de Warren (Pensilvania)
El condado de Warren es un condado ubicado en el estado de Pensilvania. En 2000, su población era de 43.863 habitantes. Fue fundado en 1800 a partir de parte de los condados de Allegheny y Lycoming; agregado al condado de Crawford hasta 1805 y luego al condado de Venango hasta que Warren fue formalmente organizado en 1819. Su sede está en Warren.

## Geografía

### Condados adyacentes
- Condado de Chautauqua (Nueva York) (norte)
- Condado de Cattaraugus (Nueva York) (noreste)
- Condado de McKean (este)
- Condado de Elk (sureste)
- Condado de Forest (sur)
- Condado de Venango (suroeste)
- Condado de Crawford (oeste)
- Condado de Erie (oeste)

## Demografía
Según el censo de 2000, el condado cuenta con 43.863 habitantes, 17.696 hogares y 12.121 familias residentes. La densidad de población es de 19 hab/km² (50 hab/mi²). Hay 23.058 unidades habitacionales con una densidad promedio de 10 u.a./km² (26 u.a./mi²). La composición racial de la población del condado es 98,68% Blanca, 0,21% Afroamericana o Negra, 0,19% Nativa americana, 0,27% Asiática, 0,02% De las islas del Pacífico, 0,12% de Otros orígenes y 0,52% de dos o más razas. El 0,34% de la población es de origen Hispano o Latino cualquiera sea su raza de origen.
De los 17.696 hogares, en el 29,80% de ellos viven menores de edad, 56,10% están formados por parejas casadas que viven juntas, 8,40% son llevados por una mujer sin esposo presente y 31,50% no son familias. El 27,20% de todos los hogares están formados por una sola persona y 12,20% de ellos incluyen a una persona de más de 65 años. El promedio de habitantes por hogar es de 2,42 y el tamaño promedio de las familias es de 2,93 personas.
El 24,10% de la población del condado tiene menos de 18 años, el 6,40% tiene entre 18 y 24 años, el 27,00% tiene entre 25 y 44 años, el 25,90% tiene entre 45 y 64 años y el 16,70% tiene más de 65 años de edad. La mediana de la edad es de 40 años. Por cada 100 mujeres hay 96,20 hombres y por cada 100 mujeres de más de 18 años hay 92,80 hombres.

## Localidades

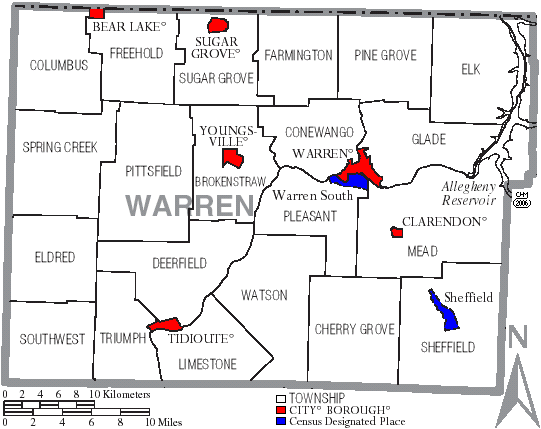
Mapa del condado con los boroughs en rojo, los municipios en blanco y los lugares designados por el censo en azul.

### Ciudad
Warren

### Boroughs
Bear Lake |
Clarendon |
Sugar Grove |
Tidioute |
Youngsville 

### Municipios
Brokenstraw |
Cherry Grove |
Columbus |
Conewango |
Deerfield |
Eldred |
Elk |
Farmington |
Freehold |
Glade |
Limestone |
Mead |
Pine Grove |
Pittsfield |
Pleasant |
Sheffield |
Southwest |
Spring Creek |
Sugar Grove |
Triumph |
Watson 

### Lugares designados por el censo
Columbus |
North Warren |
Sheffield |
Starbrick |
Warren South 

### Áreas no incorporadas
Akeley |
Lander |
Russell |
Torpedo 